# フィンテル
フィンテル (Fintel) は、ドイツ連邦共和国ニーダーザクセン州のローテンブルク（ヴュンメ）郡に属す町村（以下、本項では便宜上「町」と記述する）で、ザムトゲマインデ・フィンテルを形成する自治体の一つである。

## 歴史
フィンテルは1105年に「Wintla」という名前で初めて記録されている。その後、「Wintlo」や「Vintlo」という表記もしばしば見られる。これらの名前は「湿った場所」といった意味である。
1970年以降、フィンテルはラウエンブリュックに本部を置くザムトゲマインデ・フィンテルに属している。発掘調査の結果から、フィンテル周辺地域には約2000年前から人が住んでいたことが分かった。古代の石斧、石の戦斧、鏃、石の刀やこれに類するものが出土している。
フィンテルには古くから教会があった。カール大帝の時代にはすでに小さな礼拝堂があったとされる。大規模な教会は1480年に建設されたが、1548年に取り壊された。三十年戦争終結直後の1648年に藁葺き木組み建築の教会が建造された。その後1882年から1884年に現在の教会が建てられ、古い木組み教会は解体された。この事から、聖アントニウス教会は1984年に造営100年を祝ったのである。
町内の土地は、以前は耕地が少なく、大部分が荒れ地や湿地であった。これらの土地は牧羊場として利用されていた。記録や伝承によれば、100年から150年前、ここには200頭ほどの羊の群が10から15群ほどあった。また、養蜂業も盛んであった。1885年にはドイツ初の養蜂学校がフィンテルに設立された。
1849年にファリングボステルで生まれたニーダーザクセンの郷土詩人フリードリヒ・フロイデンタールは、3歳からこの町で暮らした。この辺りには、当時彼のペンが記した通りの外観が遺されている。この詩人が住んだ藁葺き木組み建築の家は、現在もよく手入れされた状態で保存されている。1929年には詩人の栄誉を讃えて記念碑が建てられた。この詩人の旧居と記念碑はこの町を訪れる人々に人気の観光地となっている。
基礎課程・本課程学校は、1963年12月に完成した。ラウエンブリュックに新しい本課程・実科学校が設立されて以降、この学校は基礎課程学校となった。その後、体育館が建てられ、校庭に陸上競技施設が整備された。この他に2面のスポーツ・グラウンドを有するスポーツ施設が町に造られた。1974年には屋外温水プールが造られた。これらの施設にはフィンテルやその近郊の住民が好んで訪れる。1986年に広さ20,000m2の雨水調整池フリートゼーが造られ、散策などに愛好されている。
フィンテルは1992年に州認可の保養地となった。

## 行政

### 議会
この町の町議会は13議席からなる。

## 経済と社会資本

### 教育
- 基礎課程学校

## 引用
1. ↑  Landesamt für Statistik Niedersachsen, LSN-Online Regionaldatenbank, Tabelle A100001G: Fortschreibung des Bevölkerungsstandes, Stand 31. Dezember 2023